# Kankan
Kankan (Maninka: Kánkàn) je grad u Gvineji. Grad je smješten na rijeci Milo u istočnoj Gvineji i nalazi se oko 550 kilometara istočno od glavnoga grada Conakryja.
Stanovništvo velikoj mjeri čini etnička skupina Mandinka čiji se jezik uvelike koristi u gradu. Kankan je glavni i najveći grad prefekture Kankan i istoimene regije.
Grad je poznat po Sveučilištu Kankan, kao i po tome što se ovdje nalazi jedna od najstarijih zapadnoafričkih džamija.

## Povijest
Kankan je osnovala etnička skupina Mandinka u sedamnaestom stoljeću i tada je postao glavni grad carstva Baté i važno trgovačko središte osobito za kola orahe. Godine 1881. osvaja ga Samori Ture da bi ga deset godina kasnije okupirali Francuzi.

## Prijevoz
Kankan je zadnja stanica uskotračne željezničke pruge iz Conakryja. N1 autocesta povezuje grad s Nzérékoréom na jugu. Osim toga u gradu se nalazi i zračna luka Kankan.